# Lista di asteroidi (724001-725000)
Di seguito una lista di asteroidi dal numero 724001  al 725000 con data di scoperta e scopritore.

## 724001–724100
| Nome   | Designazione provvisoria | Data di scoperta  | Scopritore          |
| ------ | ------------------------ | ----------------- | ------------------- |
| 724001 | 2007 TY86                | 8 ottobre 2007    | Mount Lemmon Survey |
| 724002 | 2007 TD87                | 8 ottobre 2007    | Mount Lemmon Survey |
| 724003 | 2007 TX88                | 8 ottobre 2007    | Mount Lemmon Survey |
| 724004 | 2007 TK92                | 5 ottobre 2007    | Spacewatch          |
| 724005 | 2007 TE97                | 5 maggio 2010     | Mount Lemmon Survey |
| 724006 | 2007 TJ97                | 8 ottobre 2007    | Mount Lemmon Survey |
| 724007 | 2007 TL101               | 8 ottobre 2007    | Mount Lemmon Survey |
| 724008 | 2007 TY102               | 8 ottobre 2007    | Mount Lemmon Survey |
| 724009 | 2007 TF106               | 14 ottobre 2007   | D. R. Skillman      |
| 724010 | 2007 TT117               | 9 ottobre 2007    | Spacewatch          |
| 724011 | 2007 TL120               | 31 gennaio 2004   | SDSS Collaboration  |
| 724012 | 2007 TV124               | 6 ottobre 2007    | Spacewatch          |
| 724013 | 2007 TY124               | 6 ottobre 2007    | Spacewatch          |
| 724014 | 2007 TS131               | 7 ottobre 2007    | Mount Lemmon Survey |
| 724015 | 2007 TW132               | 7 ottobre 2007    | Mount Lemmon Survey |
| 724016 | 2007 TY136               | 8 ottobre 2007    | CSS                 |
| 724017 | 2007 TF139               | 12 aprile 1999    | Spacewatch          |
| 724018 | 2007 TO141               | 9 ottobre 2007    | Mount Lemmon Survey |
| 724019 | 2007 TS143               | 12 settembre 2007 | Mount Lemmon Survey |
| 724020 | 2007 TE161               | 4 ottobre 2007    | CSS                 |
| 724021 | 2007 TB169               | 11 ottobre 2007   | Spacewatch          |
| 724022 | 2007 TT172               | 10 ottobre 2007   | Mount Lemmon Survey |
| 724023 | 2007 TF191               | 4 ottobre 2007    | Mount Lemmon Survey |
| 724024 | 2007 TU192               | 5 ottobre 2007    | Spacewatch          |
| 724025 | 2007 TV192               | 5 ottobre 2007    | Spacewatch          |
| 724026 | 2007 TB196               | 7 ottobre 2007    | Mount Lemmon Survey |
| 724027 | 2007 TC206               | 11 ottobre 2007   | Mount Lemmon Survey |
| 724028 | 2007 TU207               | 10 ottobre 2007   | Mount Lemmon Survey |
| 724029 | 2007 TV208               | 10 ottobre 2007   | Mount Lemmon Survey |
| 724030 | 2007 TK216               | 26 settembre 2007 | Mount Lemmon Survey |
| 724031 | 2007 TY216               | 7 ottobre 2007    | Spacewatch          |
| 724032 | 2007 TH220               | 8 ottobre 2007    | Mount Lemmon Survey |
| 724033 | 2007 TQ221               | 10 settembre 2007 | Mount Lemmon Survey |
| 724034 | 2007 TF224               | 10 ottobre 2007   | Mount Lemmon Survey |
| 724035 | 2007 TC231               | 8 ottobre 2007    | Spacewatch          |
| 724036 | 2007 TP231               | 8 ottobre 2007    | Mount Lemmon Survey |
| 724037 | 2007 TC239               | 4 aprile 2005     | Mount Lemmon Survey |
| 724038 | 2007 TM241               | 7 ottobre 2007    | Mount Lemmon Survey |
| 724039 | 2007 TN245               | 8 ottobre 2007    | Mount Lemmon Survey |
| 724040 | 2007 TL248               | 22 dicembre 2008  | CSS                 |
| 724041 | 2007 TH249               | 11 ottobre 2007   | Mount Lemmon Survey |
| 724042 | 2007 TS254               | 9 ottobre 2007    | Spacewatch          |
| 724043 | 2007 TK255               | 10 ottobre 2007   | Spacewatch          |
| 724044 | 2007 TX258               | 10 ottobre 2007   | Mount Lemmon Survey |
| 724045 | 2007 TZ258               | 10 ottobre 2007   | Mount Lemmon Survey |
| 724046 | 2007 TF259               | 14 settembre 2007 | Mount Lemmon Survey |
| 724047 | 2007 TW263               | 11 ottobre 2007   | Spacewatch          |
| 724048 | 2007 TR272               | 9 ottobre 2007    | Spacewatch          |
| 724049 | 2007 TP273               | 10 ottobre 2007   | Mount Lemmon Survey |
| 724050 | 2007 TR275               | 11 ottobre 2007   | Mount Lemmon Survey |
| 724051 | 2007 TZ276               | 11 ottobre 2007   | Mount Lemmon Survey |
| 724052 | 2007 TD278               | 11 ottobre 2007   | Mount Lemmon Survey |
| 724053 | 2007 TB280               | 10 settembre 2007 | CSS                 |
| 724054 | 2007 TJ281               | 9 settembre 2007  | Spacewatch          |
| 724055 | 2007 TX284               | 24 settembre 2007 | Spacewatch          |
| 724056 | 2007 TT292               | 12 settembre 2007 | Mount Lemmon Survey |
| 724057 | 2007 TZ292               | 12 settembre 2007 | Mount Lemmon Survey |
| 724058 | 2007 TF294               | 15 settembre 2007 | Spacewatch          |
| 724059 | 2007 TR298               | 12 ottobre 2007   | Spacewatch          |
| 724060 | 2007 TG299               | 12 ottobre 2007   | Spacewatch          |
| 724061 | 2007 TB310               | 11 ottobre 2007   | Spacewatch          |
| 724062 | 2007 TB314               | 11 ottobre 2007   | Mount Lemmon Survey |
| 724063 | 2007 TZ320               | 15 ottobre 2007   | Spacewatch          |
| 724064 | 2007 TP322               | 11 ottobre 2007   | Spacewatch          |
| 724065 | 2007 TG323               | 2 marzo 2006      | Mount Lemmon Survey |
| 724066 | 2007 TT324               | 11 ottobre 2007   | Spacewatch          |
| 724067 | 2007 TM326               | 5 ottobre 2007    | Spacewatch          |
| 724068 | 2007 TH333               | 7 ottobre 2007    | Spacewatch          |
| 724069 | 2007 TK333               | 11 ottobre 2007   | Spacewatch          |
| 724070 | 2007 TT336               | 23 agosto 2007    | Spacewatch          |
| 724071 | 2007 TJ339               | 10 settembre 2007 | Mount Lemmon Survey |
| 724072 | 2007 TY339               | 12 settembre 2007 | Spacewatch          |
| 724073 | 2007 TA340               | 24 agosto 2007    | Spacewatch          |
| 724074 | 2007 TE341               | 9 ottobre 2007    | Mount Lemmon Survey |
| 724075 | 2007 TH343               | 10 ottobre 2007   | Mount Lemmon Survey |
| 724076 | 2007 TF344               | 10 ottobre 2007   | Mount Lemmon Survey |
| 724077 | 2007 TX344               | 11 ottobre 2007   | Mount Lemmon Survey |
| 724078 | 2007 TV345               | 14 settembre 2007 | Mount Lemmon Survey |
| 724079 | 2007 TR348               | 22 settembre 2003 | NEAT                |
| 724080 | 2007 TM351               | 15 ottobre 2007   | Mount Lemmon Survey |
| 724081 | 2007 TQ353               | 11 settembre 2007 | Spacewatch          |
| 724082 | 2007 TT368               | 11 ottobre 2007   | Mount Lemmon Survey |
| 724083 | 2007 TA373               | 16 marzo 2004     | Spacewatch          |
| 724084 | 2007 TK374               | 13 settembre 2007 | Spacewatch          |
| 724085 | 2007 TN374               | 7 ottobre 2007    | Mount Lemmon Survey |
| 724086 | 2007 TA375               | 15 ottobre 2007   | Mount Lemmon Survey |
| 724087 | 2007 TZ379               | 14 ottobre 2007   | Spacewatch          |
| 724088 | 2007 TZ386               | 14 settembre 2007 | Mount Lemmon Survey |
| 724089 | 2007 TG390               | 13 settembre 2007 | Mount Lemmon Survey |
| 724090 | 2007 TQ394               | 15 ottobre 2007   | Spacewatch          |
| 724091 | 2007 TC396               | 15 ottobre 2007   | Spacewatch          |
| 724092 | 2007 TX398               | 11 ottobre 2007   | Spacewatch          |
| 724093 | 2007 TA409               | 15 ottobre 2007   | Mount Lemmon Survey |
| 724094 | 2007 TH409               | 15 ottobre 2007   | Mount Lemmon Survey |
| 724095 | 2007 TC422               | 14 ottobre 2007   | Spacewatch          |
| 724096 | 2007 TW432               | 8 ottobre 2007    | Spacewatch          |
| 724097 | 2007 TC433               | 18 settembre 2001 | SDSS Collaboration  |
| 724098 | 2007 TQ433               | 11 ottobre 2007   | CSS                 |
| 724099 | 2007 TF437               | 12 settembre 2007 | Spacewatch          |
| 724100 | 2007 TL437               | 12 ottobre 2007   | Spacewatch          |

## 724101–724200
| Nome   | Designazione provvisoria | Data di scoperta  | Scopritore                    |
| ------ | ------------------------ | ----------------- | ----------------------------- |
| 724101 | 2007 TP447               | 20 ottobre 2007   | CSS                           |
| 724102 | 2007 TQ449               | 10 ottobre 2007   | CSS                           |
| 724103 | 2007 TK451               | 15 ottobre 2007   | D. B. Healy                   |
| 724104 | 2007 TV454               | 22 ottobre 2012   | Pan-STARRS                    |
| 724105 | 2007 TZ454               | 31 dicembre 1999  | Spacewatch                    |
| 724106 | 2007 TJ457               | 8 ottobre 2007    | Mount Lemmon Survey           |
| 724107 | 2007 TQ460               | 9 ottobre 2007    | Mount Lemmon Survey           |
| 724108 | 2007 TU460               | 19 febbraio 2010  | Spacewatch                    |
| 724109 | 2007 TC461               | 11 ottobre 2007   | Spacewatch                    |
| 724110 | 2007 TA462               | 8 ottobre 2007    | Mount Lemmon Survey           |
| 724111 | 2007 TL462               | 9 ottobre 2007    | Spacewatch                    |
| 724112 | 2007 TN462               | 1 maggio 2006     | Spacewatch                    |
| 724113 | 2007 TB464               | 12 ottobre 2007   | Mount Lemmon Survey           |
| 724114 | 2007 TL464               | 9 ottobre 2007    | Spacewatch                    |
| 724115 | 2007 TS464               | 23 maggio 2014    | Pan-STARRS                    |
| 724116 | 2007 TS467               | 9 ottobre 2007    | Mount Lemmon Survey           |
| 724117 | 2007 TT467               | 9 ottobre 2007    | Mount Lemmon Survey           |
| 724118 | 2007 TC468               | 14 ottobre 2007   | Mount Lemmon Survey           |
| 724119 | 2007 TM468               | 13 ottobre 2007   | Spacewatch                    |
| 724120 | 2007 TS468               | 21 ottobre 2017   | Mount Lemmon Survey           |
| 724121 | 2007 TU468               | 27 febbraio 2015  | Pan-STARRS                    |
| 724122 | 2007 TV468               | 9 ottobre 2007    | Spacewatch                    |
| 724123 | 2007 TA470               | 14 ottobre 2007   | Mount Lemmon Survey           |
| 724124 | 2007 TD470               | 9 ottobre 2007    | Mount Lemmon Survey           |
| 724125 | 2007 TP470               | 14 ottobre 2007   | Mount Lemmon Survey           |
| 724126 | 2007 TY472               | 30 settembre 2013 | Mount Lemmon Survey           |
| 724127 | 2007 TW473               | 15 ottobre 2007   | Spacewatch                    |
| 724128 | 2007 TE474               | 23 luglio 2015    | Pan-STARRS                    |
| 724129 | 2007 TL476               | 10 ottobre 2007   | Spacewatch                    |
| 724130 | 2007 TN477               | 14 febbraio 2010  | Spacewatch                    |
| 724131 | 2007 TX477               | 8 agosto 2012     | Pan-STARRS                    |
| 724132 | 2007 TZ479               | 11 settembre 2007 | PMO NEO                       |
| 724133 | 2007 TJ481               | 8 ottobre 2007    | Spacewatch                    |
| 724134 | 2007 TR481               | 10 ottobre 2007   | Mount Lemmon Survey           |
| 724135 | 2007 TB482               | 8 ottobre 2007    | Mount Lemmon Survey           |
| 724136 | 2007 TH482               | 14 ottobre 2007   | Mount Lemmon Survey           |
| 724137 | 2007 TJ485               | 9 ottobre 2007    | Spacewatch                    |
| 724138 | 2007 TU485               | 10 ottobre 2007   | Mount Lemmon Survey           |
| 724139 | 2007 TJ487               | 7 ottobre 2007    | Mount Lemmon Survey           |
| 724140 | 2007 TM488               | 15 ottobre 2007   | Mount Lemmon Survey           |
| 724141 | 2007 TV490               | 15 ottobre 2007   | Mount Lemmon Survey           |
| 724142 | 2007 TU491               | 10 ottobre 2007   | Spacewatch                    |
| 724143 | 2007 TR492               | 12 ottobre 2007   | Mount Lemmon Survey           |
| 724144 | 2007 TX492               | 9 ottobre 2007    | Spacewatch                    |
| 724145 | 2007 TE494               | 11 ottobre 2007   | Spacewatch                    |
| 724146 | 2007 TG494               | 11 ottobre 2007   | Spacewatch                    |
| 724147 | 2007 TB495               | 7 ottobre 2007    | Mount Lemmon Survey           |
| 724148 | 2007 UC5                 | 6 ottobre 2007    | W. K. Y. Yeung                |
| 724149 | 2007 UM6                 | 15 giugno 2002    | NEAT                          |
| 724150 | 2007 UU9                 | 21 settembre 2007 | PMO NEO                       |
| 724151 | 2007 UG19                | 14 settembre 2007 | Mount Lemmon Survey           |
| 724152 | 2007 UT19                | 20 ottobre 2003   | Spacewatch                    |
| 724153 | 2007 UP22                | 12 ottobre 2007   | Spacewatch                    |
| 724154 | 2007 UT26                | 16 ottobre 2007   | Mount Lemmon Survey           |
| 724155 | 2007 UK32                | 22 settembre 1995 | Spacewatch                    |
| 724156 | 2007 UC39                | 20 ottobre 2007   | Mount Lemmon Survey           |
| 724157 | 2007 UP39                | 20 ottobre 2007   | Mount Lemmon Survey           |
| 724158 | 2007 UZ48                | 21 ottobre 2007   | Spacewatch                    |
| 724159 | 2007 UO56                | 6 ottobre 2007    | Spacewatch                    |
| 724160 | 2007 UA74                | 31 ottobre 2007   | Mount Lemmon Survey           |
| 724161 | 2007 UJ77                | 31 ottobre 2007   | Mount Lemmon Survey           |
| 724162 | 2007 UO77                | 30 ottobre 2007   | Spacewatch                    |
| 724163 | 2007 UV78                | 30 ottobre 2007   | Mount Lemmon Survey           |
| 724164 | 2007 UW87                | 14 ottobre 2007   | Mount Lemmon Survey           |
| 724165 | 2007 UY88                | 16 ottobre 2007   | Spacewatch                    |
| 724166 | 2007 UP89                | 15 ottobre 2007   | CSS                           |
| 724167 | 2007 UG90                | 30 ottobre 2007   | Mount Lemmon Survey           |
| 724168 | 2007 UK91                | 10 settembre 2007 | Mount Lemmon Survey           |
| 724169 | 2007 UM97                | 30 ottobre 2007   | Mount Lemmon Survey           |
| 724170 | 2007 UB109               | 23 maggio 2001    | J. L. Elliot, L. H. Wasserman |
| 724171 | 2007 UM109               | 8 ottobre 2007    | Spacewatch                    |
| 724172 | 2007 UF112               | 18 ottobre 2007   | Spacewatch                    |
| 724173 | 2007 UG114               | 31 ottobre 2007   | Spacewatch                    |
| 724174 | 2007 UX122               | 4 ottobre 2007    | Spacewatch                    |
| 724175 | 2007 UB124               | 31 ottobre 2007   | Mount Lemmon Survey           |
| 724176 | 2007 UW125               | 14 ottobre 2007   | CSS                           |
| 724177 | 2007 UV130               | 20 ottobre 2007   | Mount Lemmon Survey           |
| 724178 | 2007 UB132               | 6 ottobre 2007    | Spacewatch                    |
| 724179 | 2007 UC143               | 16 ottobre 2007   | Mount Lemmon Survey           |
| 724180 | 2007 UE143               | 20 ottobre 2007   | Mount Lemmon Survey           |
| 724181 | 2007 UJ144               | 18 ottobre 2007   | Mount Lemmon Survey           |
| 724182 | 2007 UP146               | 9 febbraio 2015   | Mount Lemmon Survey           |
| 724183 | 2007 UB148               | 6 ottobre 2007    | Spacewatch                    |
| 724184 | 2007 UP148               | 29 dicembre 2014  | Mount Lemmon Survey           |
| 724185 | 2007 UX148               | 10 maggio 2014    | Pan-STARRS                    |
| 724186 | 2007 UZ148               | 18 ottobre 2007   | Mount Lemmon Survey           |
| 724187 | 2007 UC149               | 4 febbraio 2009   | Mount Lemmon Survey           |
| 724188 | 2007 UW149               | 4 gennaio 2016    | Pan-STARRS                    |
| 724189 | 2007 UF152               | 26 luglio 2011    | Pan-STARRS                    |
| 724190 | 2007 UJ152               | 23 giugno 2017    | Pan-STARRS                    |
| 724191 | 2007 UW152               | 16 ottobre 2007   | Mount Lemmon Survey           |
| 724192 | 2007 UO154               | 24 novembre 2013  | Pan-STARRS                    |
| 724193 | 2007 UX154               | 20 ottobre 2007   | Mount Lemmon Survey           |
| 724194 | 2007 UL155               | 21 ottobre 2007   | Mount Lemmon Survey           |
| 724195 | 2007 UN155               | 16 ottobre 2007   | Mount Lemmon Survey           |
| 724196 | 2007 UO155               | 30 ottobre 2007   | Mount Lemmon Survey           |
| 724197 | 2007 UU155               | 18 ottobre 2007   | Mount Lemmon Survey           |
| 724198 | 2007 UW155               | 30 ottobre 2007   | Mount Lemmon Survey           |
| 724199 | 2007 UA159               | 20 ottobre 2007   | Mount Lemmon Survey           |
| 724200 | 2007 UF159               | 18 ottobre 2007   | Mount Lemmon Survey           |

## 724201–724300
| Nome   | Designazione provvisoria | Data di scoperta  | Scopritore                 |
| ------ | ------------------------ | ----------------- | -------------------------- |
| 724201 | 2007 UG160               | 16 ottobre 2007   | Mount Lemmon Survey        |
| 724202 | 2007 UB162               | 20 ottobre 2007   | Mount Lemmon Survey        |
| 724203 | 2007 VM                  | 1 novembre 2007   | Mount Lemmon Survey        |
| 724204 | 2007 VV18                | 8 ottobre 2007    | Mount Lemmon Survey        |
| 724205 | 2007 VA21                | 10 settembre 2007 | Spacewatch                 |
| 724206 | 2007 VS21                | 8 ottobre 2007    | Spacewatch                 |
| 724207 | 2007 VZ21                | 5 ottobre 2007    | Spacewatch                 |
| 724208 | 2007 VP25                | 10 ottobre 2007   | Mount Lemmon Survey        |
| 724209 | 2007 VC26                | 2 novembre 2007   | Mount Lemmon Survey        |
| 724210 | 2007 VA28                | 8 ottobre 2007    | Mount Lemmon Survey        |
| 724211 | 2007 VM28                | 11 ottobre 2007   | Spacewatch                 |
| 724212 | 2007 VY28                | 10 ottobre 2002   | SDSS Collaboration         |
| 724213 | 2007 VE34                | 11 ottobre 2007   | Spacewatch                 |
| 724214 | 2007 VB36                | 2 novembre 2007   | Mount Lemmon Survey        |
| 724215 | 2007 VC36                | 2 novembre 2007   | Mount Lemmon Survey        |
| 724216 | 2007 VN36                | 4 gennaio 2003    | I. dell'Antonio, D. Loomba |
| 724217 | 2007 VW36                | 18 ottobre 2007   | Spacewatch                 |
| 724218 | 2007 VZ36                | 2 novembre 2007   | CSS                        |
| 724219 | 2007 VQ39                | 3 novembre 2007   | Spacewatch                 |
| 724220 | 2007 VT42                | 3 novembre 2007   | Mount Lemmon Survey        |
| 724221 | 2007 VF54                | 20 ottobre 2007   | Mount Lemmon Survey        |
| 724222 | 2007 VZ59                | 19 ottobre 2003   | Spacewatch                 |
| 724223 | 2007 VW60                | 21 ottobre 2007   | Mount Lemmon Survey        |
| 724224 | 2007 VF65                | 1 novembre 2007   | Spacewatch                 |
| 724225 | 2007 VS66                | 21 ottobre 2007   | Mount Lemmon Survey        |
| 724226 | 2007 VM67                | 9 ottobre 2007    | Mount Lemmon Survey        |
| 724227 | 2007 VK68                | 3 novembre 2007   | Mount Lemmon Survey        |
| 724228 | 2007 VL70                | 5 settembre 2000  | SDSS Collaboration         |
| 724229 | 2007 VB72                | 23 ottobre 2003   | Spacewatch                 |
| 724230 | 2007 VD74                | 8 ottobre 2007    | Mount Lemmon Survey        |
| 724231 | 2007 VK74                | 7 ottobre 2007    | Mount Lemmon Survey        |
| 724232 | 2007 VA78                | 3 novembre 2007   | Spacewatch                 |
| 724233 | 2007 VK82                | 10 ottobre 2007   | Spacewatch                 |
| 724234 | 2007 VX89                | 12 ottobre 2007   | Spacewatch                 |
| 724235 | 2007 VC96                | 7 novembre 2007   | Mount Lemmon Survey        |
| 724236 | 2007 VC100               | 2 novembre 2007   | Spacewatch                 |
| 724237 | 2007 VR101               | 2 novembre 2007   | Spacewatch                 |
| 724238 | 2007 VZ102               | 3 novembre 2007   | Spacewatch                 |
| 724239 | 2007 VP107               | 3 novembre 2007   | Spacewatch                 |
| 724240 | 2007 VD111               | 3 novembre 2007   | Spacewatch                 |
| 724241 | 2007 VZ118               | 15 settembre 2007 | Mount Lemmon Survey        |
| 724242 | 2007 VO119               | 12 settembre 2007 | Mount Lemmon Survey        |
| 724243 | 2007 VZ121               | 5 novembre 2007   | Spacewatch                 |
| 724244 | 2007 VM123               | 5 novembre 2007   | Mount Lemmon Survey        |
| 724245 | 2007 VN123               | 5 novembre 2007   | Mount Lemmon Survey        |
| 724246 | 2007 VG127               | 8 ottobre 2007    | Mount Lemmon Survey        |
| 724247 | 2007 VX131               | 2 novembre 2007   | Mount Lemmon Survey        |
| 724248 | 2007 VT134               | 3 novembre 2007   | Mount Lemmon Survey        |
| 724249 | 2007 VC135               | 7 ottobre 2007    | Mount Lemmon Survey        |
| 724250 | 2007 VO137               | 5 novembre 2007   | Spacewatch                 |
| 724251 | 2007 VQ137               | 18 settembre 2003 | Spacewatch                 |
| 724252 | 2007 VO139               | 10 ottobre 2007   | Spacewatch                 |
| 724253 | 2007 VX140               | 4 novembre 2007   | Mount Lemmon Survey        |
| 724254 | 2007 VZ141               | 20 ottobre 2007   | Mount Lemmon Survey        |
| 724255 | 2007 VW145               | 4 novembre 2007   | Spacewatch                 |
| 724256 | 2007 VX149               | 11 ottobre 2007   | Spacewatch                 |
| 724257 | 2007 VZ149               | 6 maggio 2006     | Mount Lemmon Survey        |
| 724258 | 2007 VC150               | 7 novembre 2007   | Mount Lemmon Survey        |
| 724259 | 2007 VY150               | 7 novembre 2007   | Spacewatch                 |
| 724260 | 2007 VL154               | 5 novembre 2007   | Spacewatch                 |
| 724261 | 2007 VV159               | 5 novembre 2007   | Spacewatch                 |
| 724262 | 2007 VK167               | 9 novembre 2007   | Spacewatch                 |
| 724263 | 2007 VE171               | 7 novembre 2007   | Spacewatch                 |
| 724264 | 2007 VL171               | 7 novembre 2007   | Spacewatch                 |
| 724265 | 2007 VE172               | 21 ottobre 2007   | Mount Lemmon Survey        |
| 724266 | 2007 VK174               | 16 ottobre 2007   | CSS                        |
| 724267 | 2007 VM174               | 3 novembre 2007   | Mount Lemmon Survey        |
| 724268 | 2007 VW175               | 16 ottobre 2007   | Spacewatch                 |
| 724269 | 2007 VM177               | 5 novembre 2007   | Mount Lemmon Survey        |
| 724270 | 2007 VY195               | 8 ottobre 2007    | Spacewatch                 |
| 724271 | 2007 VG196               | 7 novembre 2007   | Mount Lemmon Survey        |
| 724272 | 2007 VX198               | 9 novembre 2007   | Mount Lemmon Survey        |
| 724273 | 2007 VM203               | 8 novembre 2007   | Mount Lemmon Survey        |
| 724274 | 2007 VQ205               | 7 ottobre 2007    | Mount Lemmon Survey        |
| 724275 | 2007 VQ210               | 9 novembre 2007   | Spacewatch                 |
| 724276 | 2007 VV213               | 9 novembre 2007   | Spacewatch                 |
| 724277 | 2007 VE218               | 9 novembre 2007   | Spacewatch                 |
| 724278 | 2007 VS222               | 7 novembre 2007   | Mount Lemmon Survey        |
| 724279 | 2007 VK223               | 22 settembre 2014 | Pan-STARRS                 |
| 724280 | 2007 VL230               | 24 ottobre 2001   | NEAT                       |
| 724281 | 2007 VR236               | 14 aprile 2005    | CSS                        |
| 724282 | 2007 VJ237               | 30 ottobre 2007   | Mount Lemmon Survey        |
| 724283 | 2007 VO240               | 7 novembre 2007   | CSS                        |
| 724284 | 2007 VL242               | 12 novembre 2007  | Mount Lemmon Survey        |
| 724285 | 2007 VT248               | 14 novembre 2007  | Mount Lemmon Survey        |
| 724286 | 2007 VO254               | 23 agosto 2001    | Spacewatch                 |
| 724287 | 2007 VY258               | 15 novembre 2007  | Mount Lemmon Survey        |
| 724288 | 2007 VO260               | 15 novembre 2007  | Mount Lemmon Survey        |
| 724289 | 2007 VN266               | 20 settembre 2003 | Spacewatch                 |
| 724290 | 2007 VP266               | 14 novembre 2007  | Spacewatch                 |
| 724291 | 2007 VS275               | 13 novembre 2007  | Spacewatch                 |
| 724292 | 2007 VJ276               | 11 ottobre 2007   | Spacewatch                 |
| 724293 | 2007 VO283               | 14 novembre 2007  | Spacewatch                 |
| 724294 | 2007 VX287               | 2 novembre 2007   | Spacewatch                 |
| 724295 | 2007 VV295               | 14 novembre 2007  | Mount Lemmon Survey        |
| 724296 | 2007 VC302               | 4 novembre 2007   | SSS                        |
| 724297 | 2007 VN309               | 15 novembre 2007  | CSS                        |
| 724298 | 2007 VA317               | 14 novembre 2007  | Spacewatch                 |
| 724299 | 2007 VP321               | 7 marzo 2003      | SDSS Collaboration         |
| 724300 | 2007 VR322               | 2 novembre 2007   | Spacewatch                 |

## 724301–724400
| Nome   | Designazione provvisoria | Data di scoperta  | Scopritore          |
| ------ | ------------------------ | ----------------- | ------------------- |
| 724301 | 2007 VA339               | 6 novembre 2007   | Spacewatch          |
| 724302 | 2007 VG341               | 8 novembre 2007   | Mount Lemmon Survey |
| 724303 | 2007 VB342               | 14 novembre 2007  | Mount Lemmon Survey |
| 724304 | 2007 VK343               | 12 novembre 2007  | Mount Lemmon Survey |
| 724305 | 2007 VL343               | 18 gennaio 2015   | Pan-STARRS          |
| 724306 | 2007 VR345               | 6 maggio 2014     | Pan-STARRS          |
| 724307 | 2007 VZ345               | 4 marzo 2016      | Pan-STARRS          |
| 724308 | 2007 VH346               | 16 febbraio 2010  | WISE                |
| 724309 | 2007 VN346               | 10 dicembre 2013  | Mount Lemmon Survey |
| 724310 | 2007 VK347               | 28 gennaio 2015   | Pan-STARRS          |
| 724311 | 2007 VR348               | 25 febbraio 2010  | WISE                |
| 724312 | 2007 VM349               | 18 aprile 2010    | WISE                |
| 724313 | 2007 VO349               | 13 agosto 2012    | Spacewatch          |
| 724314 | 2007 VR349               | 29 dicembre 2014  | Pan-STARRS          |
| 724315 | 2007 VW349               | 4 settembre 2011  | Pan-STARRS          |
| 724316 | 2007 VJ350               | 3 novembre 2007   | Spacewatch          |
| 724317 | 2007 VR350               | 5 novembre 2007   | Mount Lemmon Survey |
| 724318 | 2007 VW350               | 21 gennaio 2015   | Pan-STARRS          |
| 724319 | 2007 VZ350               | 29 settembre 2011 | Mount Lemmon Survey |
| 724320 | 2007 VS351               | 4 aprile 2010     | Spacewatch          |
| 724321 | 2007 VF352               | 25 febbraio 2015  | Pan-STARRS          |
| 724322 | 2007 VQ355               | 13 luglio 2013    | Pan-STARRS          |
| 724323 | 2007 VY355               | 14 novembre 2007  | Spacewatch          |
| 724324 | 2007 VL356               | 20 ottobre 2016   | Mount Lemmon Survey |
| 724325 | 2007 VT357               | 7 maggio 2010     | Mount Lemmon Survey |
| 724326 | 2007 VY358               | 10 agosto 2012    | Spacewatch          |
| 724327 | 2007 VO359               | 1 novembre 2007   | Spacewatch          |
| 724328 | 2007 VU359               | 24 settembre 2011 | Pan-STARRS          |
| 724329 | 2007 VC361               | 20 ottobre 2007   | Mount Lemmon Survey |
| 724330 | 2007 VG361               | 8 giugno 2016     | Pan-STARRS          |
| 724331 | 2007 VH363               | 2 novembre 2007   | Spacewatch          |
| 724332 | 2007 VB364               | 2 novembre 2007   | Spacewatch          |
| 724333 | 2007 VC364               | 4 novembre 2007   | Mount Lemmon Survey |
| 724334 | 2007 VZ366               | 2 novembre 2007   | Spacewatch          |
| 724335 | 2007 VB367               | 7 novembre 2007   | Spacewatch          |
| 724336 | 2007 VL367               | 13 novembre 2007  | Spacewatch          |
| 724337 | 2007 VU368               | 9 novembre 2007   | Spacewatch          |
| 724338 | 2007 VT370               | 12 novembre 2007  | Mount Lemmon Survey |
| 724339 | 2007 VL372               | 3 novembre 2007   | Mount Lemmon Survey |
| 724340 | 2007 VY373               | 12 novembre 2007  | Mount Lemmon Survey |
| 724341 | 2007 VH377               | 9 novembre 2007   | Spacewatch          |
| 724342 | 2007 VQ378               | 5 novembre 2007   | Spacewatch          |
| 724343 | 2007 VK380               | 12 novembre 2007  | Mount Lemmon Survey |
| 724344 | 2007 WK9                 | 16 novembre 2007  | Mount Lemmon Survey |
| 724345 | 2007 WN9                 | 5 settembre 2002  | SDSS Collaboration  |
| 724346 | 2007 WM10                | 17 novembre 2007  | Mount Lemmon Survey |
| 724347 | 2007 WK13                | 18 novembre 2007  | Mount Lemmon Survey |
| 724348 | 2007 WJ14                | 3 novembre 2007   | Spacewatch          |
| 724349 | 2007 WM16                | 7 novembre 2007   | Spacewatch          |
| 724350 | 2007 WS16                | 4 novembre 2007   | Spacewatch          |
| 724351 | 2007 WY28                | 19 novembre 2007  | Spacewatch          |
| 724352 | 2007 WD33                | 27 gennaio 2004   | Spacewatch          |
| 724353 | 2007 WH35                | 19 dicembre 2003  | Spacewatch          |
| 724354 | 2007 WG38                | 19 novembre 2007  | Mount Lemmon Survey |
| 724355 | 2007 WG42                | 8 novembre 2007   | Spacewatch          |
| 724356 | 2007 WE48                | 20 novembre 2007  | Mount Lemmon Survey |
| 724357 | 2007 WK52                | 20 novembre 2007  | Mount Lemmon Survey |
| 724358 | 2007 WO53                | 14 ottobre 2007   | Mount Lemmon Survey |
| 724359 | 2007 WU54                | 20 novembre 2007  | Mount Lemmon Survey |
| 724360 | 2007 WG65                | 19 novembre 2007  | Mount Lemmon Survey |
| 724361 | 2007 WQ65                | 14 gennaio 2010   | WISE                |
| 724362 | 2007 WT65                | 22 aprile 2009    | Mount Lemmon Survey |
| 724363 | 2007 WU65                | 22 novembre 2014  | Pan-STARRS          |
| 724364 | 2007 WB67                | 18 novembre 2007  | Mount Lemmon Survey |
| 724365 | 2007 WG67                | 4 aprile 2014     | Pan-STARRS          |
| 724366 | 2007 WL67                | 16 febbraio 2012  | Pan-STARRS          |
| 724367 | 2007 WU67                | 16 gennaio 2015   | Pan-STARRS          |
| 724368 | 2007 WG68                | 6 ottobre 2016    | Pan-STARRS          |
| 724369 | 2007 WL69                | 30 marzo 2016     | Pan-STARRS          |
| 724370 | 2007 WN69                | 15 aprile 2010    | Mount Lemmon Survey |
| 724371 | 2007 WH70                | 20 novembre 2007  | Mount Lemmon Survey |
| 724372 | 2007 WZ74                | 19 novembre 2007  | Spacewatch          |
| 724373 | 2007 XG9                 | 27 settembre 2006 | CSS                 |
| 724374 | 2007 XM12                | 4 dicembre 2007   | Spacewatch          |
| 724375 | 2007 XH13                | 4 dicembre 2007   | CSS                 |
| 724376 | 2007 XO25                | 13 dicembre 2007  | LUSS                |
| 724377 | 2007 XN29                | 30 ottobre 2007   | Mount Lemmon Survey |
| 724378 | 2007 XM31                | 15 dicembre 2007  | Spacewatch          |
| 724379 | 2007 XJ33                | 15 dicembre 2007  | LUSS                |
| 724380 | 2007 XF46                | 15 dicembre 2007  | CSS                 |
| 724381 | 2007 XY46                | 3 dicembre 2007   | Spacewatch          |
| 724382 | 2007 XQ52                | 15 dicembre 2007  | Spacewatch          |
| 724383 | 2007 XA62                | 5 dicembre 2007   | Spacewatch          |
| 724384 | 2007 XG62                | 17 ottobre 2010   | Mount Lemmon Survey |
| 724385 | 2007 XJ62                | 28 dicembre 2014  | Mount Lemmon Survey |
| 724386 | 2007 XT64                | 4 dicembre 2007   | Spacewatch          |
| 724387 | 2007 XU64                | 31 dicembre 2011  | Spacewatch          |
| 724388 | 2007 XJ65                | 4 maggio 2014     | Pan-STARRS          |
| 724389 | 2007 XQ65                | 22 aprile 2015    | Mount Lemmon Survey |
| 724390 | 2007 XN66                | 27 aprile 2017    | Pan-STARRS          |
| 724391 | 2007 XC68                | 9 dicembre 2015   | Pan-STARRS          |
| 724392 | 2007 XQ68                | 7 ottobre 2012    | Pan-STARRS          |
| 724393 | 2007 XE69                | 15 dicembre 2007  | Spacewatch          |
| 724394 | 2007 XX69                | 4 dicembre 2007   | Mount Lemmon Survey |
| 724395 | 2007 XY69                | 5 dicembre 2007   | Spacewatch          |
| 724396 | 2007 YG3                 | 15 settembre 2006 | Spacewatch          |
| 724397 | 2007 YN8                 | 16 dicembre 2007  | Mount Lemmon Survey |
| 724398 | 2007 YG9                 | 16 dicembre 2007  | Mount Lemmon Survey |
| 724399 | 2007 YJ9                 | 16 dicembre 2007  | Mount Lemmon Survey |
| 724400 | 2007 YQ11                | 26 maggio 2000    | LONEOS              |

## 724401–724500
| Nome   | Designazione provvisoria | Data di scoperta  | Scopritore                              |
| ------ | ------------------------ | ----------------- | --------------------------------------- |
| 724401 | 2007 YM14                | 17 dicembre 2007  | Mount Lemmon Survey                     |
| 724402 | 2007 YH17                | 16 dicembre 2007  | Spacewatch                              |
| 724403 | 2007 YN25                | 18 dicembre 2007  | Mount Lemmon Survey                     |
| 724404 | 2007 YM27                | 18 dicembre 2007  | Spacewatch                              |
| 724405 | 2007 YN38                | 30 dicembre 2007  | Mount Lemmon Survey                     |
| 724406 | 2007 YC39                | 30 dicembre 2007  | Mount Lemmon Survey                     |
| 724407 | 2007 YE39                | 30 dicembre 2007  | Mount Lemmon Survey                     |
| 724408 | 2007 YZ41                | 30 dicembre 2007  | Spacewatch                              |
| 724409 | 2007 YY46                | 15 dicembre 2007  | Mount Lemmon Survey                     |
| 724410 | 2007 YE53                | 30 dicembre 2007  | Spacewatch                              |
| 724411 | 2007 YF76                | 16 dicembre 2007  | Mount Lemmon Survey                     |
| 724412 | 2007 YL76                | 17 dicembre 2007  | Mount Lemmon Survey                     |
| 724413 | 2007 YE77                | 20 dicembre 2007  | Mount Lemmon Survey                     |
| 724414 | 2007 YX78                | 16 dicembre 2007  | Spacewatch                              |
| 724415 | 2007 YE79                | 17 dicembre 2007  | Spacewatch                              |
| 724416 | 2007 YO79                | 26 gennaio 2015   | Pan-STARRS                              |
| 724417 | 2007 YH80                | 24 ottobre 2011   | Spacewatch                              |
| 724418 | 2007 YY80                | 23 ottobre 2011   | Pan-STARRS                              |
| 724419 | 2007 YZ80                | 6 febbraio 2010   | WISE                                    |
| 724420 | 2007 YA82                | 25 maggio 2015    | Pan-STARRS                              |
| 724421 | 2007 YF82                | 30 dicembre 2007  | Spacewatch                              |
| 724422 | 2007 YK82                | 17 ottobre 2010   | Mount Lemmon Survey                     |
| 724423 | 2007 YC84                | 7 ottobre 2012    | Pan-STARRS                              |
| 724424 | 2007 YN85                | 23 settembre 2015 | Pan-STARRS                              |
| 724425 | 2007 YZ85                | 17 novembre 2007  | Mount Lemmon Survey                     |
| 724426 | 2007 YP86                | 25 ottobre 2016   | Pan-STARRS                              |
| 724427 | 2007 YY86                | 6 novembre 2018   | Osservatorio del Roque de los Muchachos |
| 724428 | 2007 YC87                | 20 dicembre 2007  | Mount Lemmon Survey                     |
| 724429 | 2007 YD89                | 8 dicembre 2016   | Mount Lemmon Survey                     |
| 724430 | 2007 YO89                | 22 settembre 2011 | Spacewatch                              |
| 724431 | 2007 YQ89                | 26 gennaio 2017   | Pan-STARRS                              |
| 724432 | 2007 YV89                | 18 aprile 2015    | CTIO-DECam                              |
| 724433 | 2007 YL90                | 31 dicembre 2007  | Spacewatch                              |
| 724434 | 2007 YS90                | 16 dicembre 2007  | Mount Lemmon Survey                     |
| 724435 | 2007 YY90                | 30 dicembre 2007  | Spacewatch                              |
| 724436 | 2007 YC93                | 16 dicembre 2007  | Spacewatch                              |
| 724437 | 2007 YE94                | 30 dicembre 2007  | Mount Lemmon Survey                     |
| 724438 | 2007 YM94                | 20 dicembre 2007  | Spacewatch                              |
| 724439 | 2007 YN94                | 30 dicembre 2007  | Spacewatch                              |
| 724440 | 2007 YY94                | 31 dicembre 2007  | Spacewatch                              |
| 724441 | 2007 YE95                | 17 dicembre 2007  | Spacewatch                              |
| 724442 | 2008 AV7                 | 31 dicembre 2007  | Mount Lemmon Survey                     |
| 724443 | 2008 AC12                | 10 gennaio 2008   | Mount Lemmon Survey                     |
| 724444 | 2008 AE14                | 10 gennaio 2008   | Mount Lemmon Survey                     |
| 724445 | 2008 AQ19                | 10 gennaio 2008   | Mount Lemmon Survey                     |
| 724446 | 2008 AX20                | 10 gennaio 2008   | Mount Lemmon Survey                     |
| 724447 | 2008 AR29                | 31 dicembre 2011  | Spacewatch                              |
| 724448 | 2008 AA48                | 11 gennaio 2008   | Spacewatch                              |
| 724449 | 2008 AE54                | 11 novembre 2007  | Mount Lemmon Survey                     |
| 724450 | 2008 AN56                | 11 gennaio 2008   | Spacewatch                              |
| 724451 | 2008 AE58                | 11 gennaio 2008   | Spacewatch                              |
| 724452 | 2008 AX68                | 14 dicembre 2007  | Mount Lemmon Survey                     |
| 724453 | 2008 AF76                | 29 marzo 2004     | Spacewatch                              |
| 724454 | 2008 AX81                | 16 aprile 2005    | Spacewatch                              |
| 724455 | 2008 AJ84                | 15 gennaio 2008   | Spacewatch                              |
| 724456 | 2008 AN88                | 13 gennaio 2008   | Spacewatch                              |
| 724457 | 2008 AR94                | 14 gennaio 2008   | Spacewatch                              |
| 724458 | 2008 AM97                | 14 gennaio 2008   | Spacewatch                              |
| 724459 | 2008 AO99                | 14 gennaio 2008   | Spacewatch                              |
| 724460 | 2008 AR109               | 15 gennaio 2008   | Spacewatch                              |
| 724461 | 2008 AL130               | 6 gennaio 2008    | Osservatorio di Mauna Kea               |
| 724462 | 2008 AF134               | 11 gennaio 2008   | Spacewatch                              |
| 724463 | 2008 AH138               | 15 gennaio 2008   | Mount Lemmon Survey                     |
| 724464 | 2008 AC139               | 14 gennaio 2008   | Spacewatch                              |
| 724465 | 2008 AZ139               | 15 gennaio 2008   | Mount Lemmon Survey                     |
| 724466 | 2008 AU140               | 11 gennaio 2008   | Spacewatch                              |
| 724467 | 2008 AB142               | 14 gennaio 2008   | Spacewatch                              |
| 724468 | 2008 AU144               | 20 febbraio 2009  | Mount Lemmon Survey                     |
| 724469 | 2008 AW144               | 23 settembre 2011 | Pan-STARRS                              |
| 724470 | 2008 AE145               | 10 maggio 2010    | WISE                                    |
| 724471 | 2008 AB146               | 30 dicembre 2013  | Mount Lemmon Survey                     |
| 724472 | 2008 AA147               | 24 marzo 2009     | Mount Lemmon Survey                     |
| 724473 | 2008 AJ150               | 12 gennaio 2008   | Mount Lemmon Survey                     |
| 724474 | 2008 AB152               | 13 gennaio 2008   | Spacewatch                              |
| 724475 | 2008 AH152               | 13 gennaio 2008   | Spacewatch                              |
| 724476 | 2008 AT153               | 11 gennaio 2008   | Spacewatch                              |
| 724477 | 2008 AR157               | 15 gennaio 2010   | WISE                                    |
| 724478 | 2008 BP1                 | 16 gennaio 2008   | Mount Lemmon Survey                     |
| 724479 | 2008 BQ10                | 15 ottobre 2007   | Mount Lemmon Survey                     |
| 724480 | 2008 BF12                | 16 novembre 2006  | Spacewatch                              |
| 724481 | 2008 BB22                | 11 gennaio 2008   | Spacewatch                              |
| 724482 | 2008 BP24                | 11 gennaio 2008   | CSS                                     |
| 724483 | 2008 BP26                | 30 dicembre 2007  | Spacewatch                              |
| 724484 | 2008 BH28                | 30 gennaio 2008   | Mount Lemmon Survey                     |
| 724485 | 2008 BL37                | 12 luglio 2005    | Mount Lemmon Survey                     |
| 724486 | 2008 BA55                | 9 aprile 2002     | NEAT                                    |
| 724487 | 2008 BJ57                | 20 gennaio 2008   | Spacewatch                              |
| 724488 | 2008 BQ57                | 30 aprile 2009    | Spacewatch                              |
| 724489 | 2008 BW58                | 20 maggio 2010    | Spacewatch                              |
| 724490 | 2008 BG59                | 16 gennaio 2008   | Mount Lemmon Survey                     |
| 724491 | 2008 BP59                | 24 maggio 2010    | WISE                                    |
| 724492 | 2008 BS61                | 19 gennaio 2008   | Spacewatch                              |
| 724493 | 2008 BU61                | 18 gennaio 2008   | Spacewatch                              |
| 724494 | 2008 CA1                 | 18 dicembre 2007  | Mount Lemmon Survey                     |
| 724495 | 2008 CC1                 | 2 febbraio 2008   | W. Ries                                 |
| 724496 | 2008 CL13                | 11 gennaio 2008   | Spacewatch                              |
| 724497 | 2008 CY14                | 3 febbraio 2008   | Spacewatch                              |
| 724498 | 2008 CE15                | 3 febbraio 2008   | Spacewatch                              |
| 724499 | 2008 CY15                | 3 febbraio 2008   | Spacewatch                              |
| 724500 | 2008 CH21                | 8 febbraio 2008   | CSS                                     |

## 724501–724600
| Nome               | Designazione provvisoria | Data di scoperta  | Scopritore          |
| ------------------ | ------------------------ | ----------------- | ------------------- |
| 724501             | 2008 CE27                | 10 gennaio 2008   | Mount Lemmon Survey |
| 724502             | 2008 CV30                | 2 febbraio 2008   | Spacewatch          |
| 724503             | 2008 CG31                | 11 gennaio 2008   | Spacewatch          |
| 724504             | 2008 CT31                | 2 febbraio 2008   | Spacewatch          |
| 724505             | 2008 CH33                | 2 febbraio 2008   | Spacewatch          |
| 724506             | 2008 CW47                | 3 febbraio 2008   | Spacewatch          |
| 724507             | 2008 CC55                | 17 settembre 2006 | Spacewatch          |
| 724508             | 2008 CY55                | 7 febbraio 2008   | Spacewatch          |
| 724509             | 2008 CX56                | 26 aprile 2001    | Spacewatch          |
| 724510             | 2008 CB57                | 7 febbraio 2008   | Mount Lemmon Survey |
| 724511             | 2008 CB68                | 8 febbraio 2008   | Spacewatch          |
| 724512             | 2008 CR69                | 8 febbraio 2008   | R. Gierlinger       |
| 724513             | 2008 CM75                | 10 febbraio 2008  | J.-C. Merlin        |
| 724514             | 2008 CV75                | 1 gennaio 2008    | Spacewatch          |
| 724515             | 2008 CV78                | 1 febbraio 2008   | Spacewatch          |
| 724516             | 2008 CF79                | 10 gennaio 2008   | Mount Lemmon Survey |
| 724517             | 2008 CC82                | 26 novembre 2003  | Spacewatch          |
| 724518             | 2008 CW86                | 7 febbraio 2008   | Mount Lemmon Survey |
| 724519             | 2008 CE88                | 7 febbraio 2008   | Mount Lemmon Survey |
| 724520             | 2008 CB90                | 8 febbraio 2008   | Spacewatch          |
| 724521             | 2008 CE90                | 8 febbraio 2008   | Spacewatch          |
| 724522             | 2008 CF90                | 8 febbraio 2008   | Mount Lemmon Survey |
| 724523             | 2008 CO97                | 31 dicembre 2007  | Mount Lemmon Survey |
| 724524             | 2008 CA98                | 20 ottobre 2006   | Spacewatch          |
| 724525             | 2008 CT101               | 9 febbraio 2008   | Mount Lemmon Survey |
| 724526             | 2008 CY103               | 9 febbraio 2008   | Mount Lemmon Survey |
| 724527             | 2008 CH104               | 9 febbraio 2008   | Mount Lemmon Survey |
| 724528             | 2008 CN108               | 9 febbraio 2008   | CSS                 |
| 724529             | 2008 CJ111               | 10 febbraio 2008  | Spacewatch          |
| 724530             | 2008 CQ113               | 10 febbraio 2008  | Spacewatch          |
| 724531             | 2008 CN115               | 10 febbraio 2008  | Mount Lemmon Survey |
| 724532             | 2008 CT130               | 8 febbraio 2008   | Spacewatch          |
| 724533             | 2008 CW135               | 26 novembre 2003  | Spacewatch          |
| 724534             | 2008 CK136               | 22 ottobre 2006   | Mount Lemmon Survey |
| 724535             | 2008 CE147               | 9 febbraio 2008   | Spacewatch          |
| 724536             | 2008 CD149               | 9 febbraio 2008   | Mount Lemmon Survey |
| 724537             | 2008 CC151               | 2 febbraio 2008   | Spacewatch          |
| 724538             | 2008 CL163               | 10 febbraio 2008  | Mount Lemmon Survey |
| 724539             | 2008 CO164               | 2 febbraio 2008   | Spacewatch          |
| 724540             | 2008 CZ166               | 11 febbraio 2008  | Mount Lemmon Survey |
| 724541             | 2008 CF167               | 11 febbraio 2008  | Mount Lemmon Survey |
| 724542             | 2008 CD171               | 12 febbraio 2008  | Mount Lemmon Survey |
| 724543             | 2008 CZ171               | 12 febbraio 2008  | Mount Lemmon Survey |
| 724544             | 2008 CZ172               | 20 ottobre 2003   | Spacewatch          |
| 724545             | 2008 CA173               | 13 febbraio 2008  | Spacewatch          |
| 724546             | 2008 CD174               | 13 febbraio 2008  | Mount Lemmon Survey |
| 724547 Süßenberger | 2008 CE177               | 11 febbraio 2008  | E. Schwab, R. Kling |
| 724548             | 2008 CO180               | 9 febbraio 2008   | CSS                 |
| 724549             | 2008 CQ188               | 10 febbraio 2008  | CSS                 |
| 724550             | 2008 CL198               | 12 febbraio 2008  | Spacewatch          |
| 724551             | 2008 CT206               | 10 febbraio 2008  | Spacewatch          |
| 724552             | 2008 CX206               | 12 febbraio 2008  | Spacewatch          |
| 724553             | 2008 CZ206               | 12 febbraio 2008  | Spacewatch          |
| 724554             | 2008 CU207               | 10 gennaio 2008   | Mount Lemmon Survey |
| 724555             | 2008 CO208               | 16 gennaio 2008   | Mount Lemmon Survey |
| 724556             | 2008 CT209               | 1 gennaio 2008    | Mount Lemmon Survey |
| 724557             | 2008 CH217               | 19 novembre 2007  | Mount Lemmon Survey |
| 724558             | 2008 CK217               | 3 ottobre 2005    | CSS                 |
| 724559             | 2008 CK219               | 2 febbraio 2008   | Mount Lemmon Survey |
| 724560             | 2008 CJ221               | 16 febbraio 2015  | Pan-STARRS          |
| 724561             | 2008 CP221               | 4 settembre 2011  | Pan-STARRS          |
| 724562             | 2008 CR221               | 17 marzo 2013     | Mount Lemmon Survey |
| 724563             | 2008 CU221               | 30 aprile 2012    | Spacewatch          |
| 724564             | 2008 CW221               | 28 novembre 2011  | Pan-STARRS          |
| 724565             | 2008 CH222               | 7 febbraio 2008   | Mount Lemmon Survey |
| 724566             | 2008 CT222               | 15 agosto 2013    | Pan-STARRS          |
| 724567             | 2008 CG223               | 19 agosto 2009    | Spacewatch          |
| 724568             | 2008 CK225               | 10 ottobre 2015   | Pan-STARRS          |
| 724569             | 2008 CT225               | 16 febbraio 2015  | Pan-STARRS          |
| 724570             | 2008 CR228               | 5 marzo 2013      | Mount Lemmon Survey |
| 724571             | 2008 CT228               | 3 febbraio 2008   | Spacewatch          |
| 724572             | 2008 CU229               | 16 settembre 2010 | Spacewatch          |
| 724573             | 2008 CV229               | 20 gennaio 2015   | Pan-STARRS          |
| 724574             | 2008 CX229               | 11 novembre 2010  | Mount Lemmon Survey |
| 724575             | 2008 CD230               | 1 gennaio 2009    | Mount Lemmon Survey |
| 724576             | 2008 CE230               | 3 febbraio 2008   | Mount Lemmon Survey |
| 724577             | 2008 CH230               | 13 febbraio 2008  | Mount Lemmon Survey |
| 724578             | 2008 CN230               | 10 febbraio 2008  | Spacewatch          |
| 724579             | 2008 CO230               | 2 febbraio 2008   | Mount Lemmon Survey |
| 724580             | 2008 CE233               | 11 febbraio 2008  | Mount Lemmon Survey |
| 724581             | 2008 CJ233               | 5 marzo 2013      | Pan-STARRS          |
| 724582             | 2008 CM233               | 23 maggio 2010    | WISE                |
| 724583             | 2008 CL236               | 4 novembre 2014   | Mount Lemmon Survey |
| 724584             | 2008 CB237               | 3 aprile 2017     | Pan-STARRS          |
| 724585             | 2008 CD238               | 8 febbraio 2008   | Spacewatch          |
| 724586             | 2008 CB239               | 9 febbraio 2008   | Mount Lemmon Survey |
| 724587             | 2008 CC240               | 10 febbraio 2008  | Spacewatch          |
| 724588             | 2008 CE240               | 12 febbraio 2008  | Mount Lemmon Survey |
| 724589             | 2008 CA241               | 13 febbraio 2008  | Spacewatch          |
| 724590             | 2008 CJ242               | 8 febbraio 2008   | Mount Lemmon Survey |
| 724591             | 2008 CK243               | 2 febbraio 2008   | Mount Lemmon Survey |
| 724592             | 2008 CO246               | 10 febbraio 2008  | Spacewatch          |
| 724593             | 2008 CW248               | 9 febbraio 2008   | Spacewatch          |
| 724594             | 2008 CX248               | 9 febbraio 2008   | Mount Lemmon Survey |
| 724595             | 2008 CE249               | 11 febbraio 2008  | Mount Lemmon Survey |
| 724596             | 2008 CB250               | 12 febbraio 2008  | Spacewatch          |
| 724597             | 2008 DR3                 | 3 febbraio 2008   | Spacewatch          |
| 724598             | 2008 DY3                 | 3 luglio 2005     | Mount Lemmon Survey |
| 724599             | 2008 DD6                 | 12 luglio 2005    | Mount Lemmon Survey |
| 724600             | 2008 DC8                 | 2 febbraio 2008   | Spacewatch          |

## 724601–724700
| Nome                | Designazione provvisoria | Data di scoperta  | Scopritore          |
| ------------------- | ------------------------ | ----------------- | ------------------- |
| 724601              | 2008 DO10                | 10 gennaio 2008   | Mount Lemmon Survey |
| 724602              | 2008 DW41                | 10 gennaio 2008   | Mount Lemmon Survey |
| 724603              | 2008 DD43                | 28 febbraio 2008  | Spacewatch          |
| 724604              | 2008 DY49                | 11 novembre 2006  | Mount Lemmon Survey |
| 724605              | 2008 DX50                | 29 febbraio 2008  | Mount Lemmon Survey |
| 724606              | 2008 DA51                | 15 novembre 2006  | Spacewatch          |
| 724607              | 2008 DT61                | 28 febbraio 2008  | Mount Lemmon Survey |
| 724608              | 2008 DV71                | 27 ottobre 2005   | Mount Lemmon Survey |
| 724609              | 2008 DU72                | 3 febbraio 2008   | Spacewatch          |
| 724610              | 2008 DG86                | 28 febbraio 2008  | Mount Lemmon Survey |
| 724611              | 2008 DX87                | 28 febbraio 2008  | Mount Lemmon Survey |
| 724612              | 2008 DC91                | 28 febbraio 2008  | Mount Lemmon Survey |
| 724613              | 2008 DH91                | 28 febbraio 2008  | Mount Lemmon Survey |
| 724614              | 2008 DM91                | 26 febbraio 2008  | Mount Lemmon Survey |
| 724615              | 2008 DU91                | 1 agosto 2016     | Pan-STARRS          |
| 724616              | 2008 DP92                | 18 giugno 2015    | Pan-STARRS          |
| 724617              | 2008 DG93                | 22 gennaio 2015   | Pan-STARRS          |
| 724618              | 2008 DK93                | 26 febbraio 2008  | Mount Lemmon Survey |
| 724619              | 2008 DJ94                | 2 agosto 2016     | Pan-STARRS          |
| 724620              | 2008 DQ94                | 1 aprile 2012     | Mount Lemmon Survey |
| 724621              | 2008 DT94                | 9 giugno 2010     | WISE                |
| 724622              | 2008 DG96                | 24 febbraio 2008  | Spacewatch          |
| 724623              | 2008 DO96                | 29 febbraio 2008  | Mount Lemmon Survey |
| 724624              | 2008 DA97                | 28 febbraio 2008  | Mount Lemmon Survey |
| 724625              | 2008 DG98                | 18 febbraio 2008  | Mount Lemmon Survey |
| 724626              | 2008 EM2                 | 20 gennaio 2008   | Mount Lemmon Survey |
| 724627              | 2008 ES9                 | 12 gennaio 2008   | Spacewatch          |
| 724628              | 2008 EU9                 | 7 febbraio 2008   | Spacewatch          |
| 724629              | 2008 EQ14                | 15 maggio 2005    | Mount Lemmon Survey |
| 724630              | 2008 EM17                | 1 marzo 2008      | Spacewatch          |
| 724631              | 2008 EA18                | 1 marzo 2008      | Spacewatch          |
| 724632              | 2008 EC21                | 9 novembre 2006   | Spacewatch          |
| 724633              | 2008 EO21                | 2 marzo 2008      | Mount Lemmon Survey |
| 724634              | 2008 ED23                | 7 novembre 2007   | Mount Lemmon Survey |
| 724635              | 2008 EB26                | 11 gennaio 2008   | Spacewatch          |
| 724636              | 2008 EB27                | 4 marzo 2008      | Mount Lemmon Survey |
| 724637              | 2008 EA43                | 4 marzo 2008      | Mount Lemmon Survey |
| 724638              | 2008 EY51                | 6 marzo 2008      | Mount Lemmon Survey |
| 724639              | 2008 EF55                | 6 marzo 2008      | Mount Lemmon Survey |
| 724640              | 2008 EM55                | 11 gennaio 2008   | Spacewatch          |
| 724641              | 2008 EP56                | 27 agosto 2005    | Spacewatch          |
| 724642              | 2008 EZ57                | 7 marzo 2008      | Mount Lemmon Survey |
| 724643              | 2008 ER62                | 9 marzo 2008      | Mount Lemmon Survey |
| 724644              | 2008 EU71                | 6 marzo 2008      | Mount Lemmon Survey |
| 724645              | 2008 EY71                | 12 febbraio 2008  | Mount Lemmon Survey |
| 724646              | 2008 EW80                | 8 febbraio 2008   | Mount Lemmon Survey |
| 724647              | 2008 EP81                | 10 marzo 2008     | Spacewatch          |
| 724648              | 2008 EY82                | 11 marzo 2008     | Mount Lemmon Survey |
| 724649              | 2008 EL96                | 26 febbraio 2008  | Mount Lemmon Survey |
| 724650              | 2008 EV97                | 11 marzo 2008     | Mount Lemmon Survey |
| 724651              | 2008 EH105               | 6 marzo 2008      | Mount Lemmon Survey |
| 724652              | 2008 ET106               | 6 marzo 2008      | Mount Lemmon Survey |
| 724653              | 2008 ET109               | 23 agosto 2006    | NEAT                |
| 724654              | 2008 EH112               | 8 marzo 2008      | Spacewatch          |
| 724655              | 2008 ER114               | 8 marzo 2008      | Spacewatch          |
| 724656              | 2008 EP118               | 26 febbraio 2008  | Mount Lemmon Survey |
| 724657              | 2008 ES118               | 9 marzo 2008      | Mount Lemmon Survey |
| 724658              | 2008 EN119               | 9 marzo 2008      | Mount Lemmon Survey |
| 724659              | 2008 EU119               | 1 marzo 2008      | Spacewatch          |
| 724660              | 2008 EN128               | 11 marzo 2008     | Spacewatch          |
| 724661              | 2008 EH131               | 11 marzo 2008     | Spacewatch          |
| 724662              | 2008 EW132               | 10 febbraio 2008  | Spacewatch          |
| 724663              | 2008 EP141               | 12 marzo 2008     | Mount Lemmon Survey |
| 724664              | 2008 EZ162               | 15 marzo 2008     | Mount Lemmon Survey |
| 724665              | 2008 EF164               | 28 novembre 2011  | Spacewatch          |
| 724666 Unda-Sanzana | 2008 EX169               | 13 marzo 2008     | EURONEAR            |
| 724667              | 2008 ER171               | 10 marzo 2008     | Spacewatch          |
| 724668              | 2008 EB175               | 2 settembre 2013  | Mount Lemmon Survey |
| 724669              | 2008 EF175               | 28 febbraio 2012  | Pan-STARRS          |
| 724670              | 2008 EH175               | 27 giugno 2014    | Pan-STARRS          |
| 724671              | 2008 EL175               | 17 giugno 2009    | Spacewatch          |
| 724672              | 2008 EO175               | 16 gennaio 2015   | Pan-STARRS          |
| 724673              | 2008 ER175               | 25 novembre 2011  | Pan-STARRS          |
| 724674              | 2008 EU175               | 10 settembre 2010 | Spacewatch          |
| 724675              | 2008 EV175               | 19 ottobre 2011   | Mount Lemmon Survey |
| 724676              | 2008 EA176               | 8 marzo 2008      | Mount Lemmon Survey |
| 724677              | 2008 EX177               | 11 marzo 2008     | Spacewatch          |
| 724678              | 2008 EX180               | 7 marzo 2008      | Mount Lemmon Survey |
| 724679              | 2008 ED181               | 15 maggio 2012    | Pan-STARRS          |
| 724680              | 2008 EF182               | 29 dicembre 2011  | Mount Lemmon Survey |
| 724681              | 2008 EN183               | 6 giugno 2010     | WISE                |
| 724682              | 2008 EF184               | 29 febbraio 2008  | Spacewatch          |
| 724683              | 2008 EM184               | 29 agosto 2016    | Mount Lemmon Survey |
| 724684              | 2008 EA186               | 23 settembre 2015 | Pan-STARRS          |
| 724685              | 2008 EL186               | 7 ottobre 1996    | Spacewatch          |
| 724686              | 2008 EM186               | 12 ottobre 2010   | Spacewatch          |
| 724687              | 2008 ES186               | 15 ottobre 2015   | Pan-STARRS          |
| 724688              | 2008 EZ186               | 9 settembre 2015  | Pan-STARRS          |
| 724689              | 2008 EH189               | 14 marzo 2013     | Spacewatch          |
| 724690              | 2008 EC190               | 10 marzo 2008     | Spacewatch          |
| 724691              | 2008 ES190               | 5 marzo 2008      | Mount Lemmon Survey |
| 724692              | 2008 EJ191               | 13 marzo 2008     | Spacewatch          |
| 724693              | 2008 EO191               | 8 marzo 2008      | Spacewatch          |
| 724694              | 2008 EG192               | 6 marzo 2008      | Mount Lemmon Survey |
| 724695              | 2008 EB193               | 5 marzo 2008      | Spacewatch          |
| 724696              | 2008 EU194               | 11 marzo 2008     | Mount Lemmon Survey |
| 724697              | 2008 FW2                 | 28 gennaio 2004   | Spacewatch          |
| 724698              | 2008 FF3                 | 30 gennaio 2008   | Mount Lemmon Survey |
| 724699              | 2008 FW10                | 8 febbraio 2008   | Spacewatch          |
| 724700              | 2008 FC12                | 11 novembre 2006  | Mount Lemmon Survey |

## 724701–724800
| Nome   | Designazione provvisoria | Data di scoperta  | Scopritore          |
| ------ | ------------------------ | ----------------- | ------------------- |
| 724701 | 2008 FF17                | 10 febbraio 2008  | Spacewatch          |
| 724702 | 2008 FJ21                | 9 marzo 2008      | Spacewatch          |
| 724703 | 2008 FT28                | 1 febbraio 2003   | Spacewatch          |
| 724704 | 2008 FR30                | 24 febbraio 2008  | Spacewatch          |
| 724705 | 2008 FQ36                | 28 marzo 2008     | Mount Lemmon Survey |
| 724706 | 2008 FR43                | 28 marzo 2008     | Mount Lemmon Survey |
| 724707 | 2008 FW44                | 8 marzo 2008      | Mount Lemmon Survey |
| 724708 | 2008 FD46                | 28 marzo 2008     | Mount Lemmon Survey |
| 724709 | 2008 FJ47                | 7 marzo 2003      | Kitt Peak Obs.      |
| 724710 | 2008 FP51                | 28 marzo 2008     | Mount Lemmon Survey |
| 724711 | 2008 FX58                | 29 marzo 2008     | Spacewatch          |
| 724712 | 2008 FP64                | 28 marzo 2008     | Spacewatch          |
| 724713 | 2008 FD71                | 12 marzo 2008     | Spacewatch          |
| 724714 | 2008 FF72                | 30 marzo 2008     | Spacewatch          |
| 724715 | 2008 FB74                | 31 marzo 2008     | Spacewatch          |
| 724716 | 2008 FA82                | 11 marzo 2008     | Spacewatch          |
| 724717 | 2008 FV83                | 28 marzo 2008     | Spacewatch          |
| 724718 | 2008 FD88                | 28 marzo 2008     | Mount Lemmon Survey |
| 724719 | 2008 FS90                | 11 febbraio 2008  | Spacewatch          |
| 724720 | 2008 FO96                | 29 marzo 2008     | Spacewatch          |
| 724721 | 2008 FD104               | 30 marzo 2008     | Spacewatch          |
| 724722 | 2008 FB106               | 31 marzo 2008     | Spacewatch          |
| 724723 | 2008 FP109               | 31 marzo 2008     | Mount Lemmon Survey |
| 724724 | 2008 FL138               | 30 marzo 2008     | Spacewatch          |
| 724725 | 2008 FO139               | 31 marzo 2008     | Mount Lemmon Survey |
| 724726 | 2008 FL142               | 16 ottobre 2009   | Mount Lemmon Survey |
| 724727 | 2008 FY142               | 18 luglio 2010    | WISE                |
| 724728 | 2008 FD146               | 29 marzo 2008     | CSS                 |
| 724729 | 2008 FK146               | 30 marzo 2008     | Spacewatch          |
| 724730 | 2008 FD147               | 30 marzo 2008     | Spacewatch          |
| 724731 | 2008 FG147               | 29 marzo 2008     | Mount Lemmon Survey |
| 724732 | 2008 GJ5                 | 1 aprile 2008     | Spacewatch          |
| 724733 | 2008 GX7                 | 1 aprile 2008     | Spacewatch          |
| 724734 | 2008 GO9                 | 1 aprile 2008     | Spacewatch          |
| 724735 | 2008 GJ12                | 8 marzo 2008      | Mount Lemmon Survey |
| 724736 | 2008 GF16                | 3 aprile 2008     | Mount Lemmon Survey |
| 724737 | 2008 GY18                | 4 aprile 2008     | Mount Lemmon Survey |
| 724738 | 2008 GD36                | 3 aprile 2008     | Spacewatch          |
| 724739 | 2008 GT39                | 26 marzo 2008     | Mount Lemmon Survey |
| 724740 | 2008 GU43                | 4 aprile 2008     | Mount Lemmon Survey |
| 724741 | 2008 GQ52                | 28 marzo 2008     | Mount Lemmon Survey |
| 724742 | 2008 GA53                | 25 settembre 2005 | Spacewatch          |
| 724743 | 2008 GG57                | 28 marzo 2008     | Mount Lemmon Survey |
| 724744 | 2008 GW64                | 27 novembre 2006  | Mount Lemmon Survey |
| 724745 | 2008 GX74                | 28 marzo 2008     | Spacewatch          |
| 724746 | 2008 GR75                | 7 aprile 2008     | Spacewatch          |
| 724747 | 2008 GH80                | 7 aprile 2008     | Mount Lemmon Survey |
| 724748 | 2008 GL88                | 12 ottobre 2005   | Spacewatch          |
| 724749 | 2008 GR100               | 9 aprile 2008     | Spacewatch          |
| 724750 | 2008 GF107               | 12 aprile 2008    | Mount Lemmon Survey |
| 724751 | 2008 GR108               | 13 aprile 2008    | Mount Lemmon Survey |
| 724752 | 2008 GG118               | 1 ottobre 2005    | Mount Lemmon Survey |
| 724753 | 2008 GQ118               | 11 aprile 2008    | Mount Lemmon Survey |
| 724754 | 2008 GV120               | 20 marzo 2001     | LONEOS              |
| 724755 | 2008 GW138               | 6 aprile 2008     | Spacewatch          |
| 724756 | 2008 GB150               | 15 aprile 2008    | Mount Lemmon Survey |
| 724757 | 2008 GT150               | 24 gennaio 2012   | Pan-STARRS          |
| 724758 | 2008 GK152               | 29 ottobre 2014   | Pan-STARRS          |
| 724759 | 2008 GB153               | 15 aprile 2008    | Mount Lemmon Survey |
| 724760 | 2008 GM153               | 11 aprile 2008    | Mount Lemmon Survey |
| 724761 | 2008 GT153               | 14 aprile 2008    | Mount Lemmon Survey |
| 724762 | 2008 GG154               | 29 dicembre 2011  | Spacewatch          |
| 724763 | 2008 GO154               | 7 aprile 2008     | Mount Lemmon Survey |
| 724764 | 2008 GJ155               | 11 aprile 2008    | Mount Lemmon Survey |
| 724765 | 2008 GO155               | 26 luglio 2010    | WISE                |
| 724766 | 2008 GM157               | 4 marzo 2008      | Mount Lemmon Survey |
| 724767 | 2008 GN157               | 22 giugno 2010    | WISE                |
| 724768 | 2008 GO160               | 15 aprile 2008    | Spacewatch          |
| 724769 | 2008 GT162               | 8 aprile 2008     | Mount Lemmon Survey |
| 724770 | 2008 GV162               | 15 agosto 2014    | Pan-STARRS          |
| 724771 | 2008 GZ162               | 14 aprile 2008    | Mount Lemmon Survey |
| 724772 | 2008 GH163               | 6 aprile 2008     | Spacewatch          |
| 724773 | 2008 GK165               | 4 aprile 2008     | Spacewatch          |
| 724774 | 2008 GN165               | 8 febbraio 2011   | Mount Lemmon Survey |
| 724775 | 2008 GA166               | 5 aprile 2008     | Mount Lemmon Survey |
| 724776 | 2008 GJ169               | 9 aprile 2008     | Spacewatch          |
| 724777 | 2008 GL169               | 6 aprile 2008     | Spacewatch          |
| 724778 | 2008 GQ170               | 3 aprile 2008     | Mount Lemmon Survey |
| 724779 | 2008 GR170               | 4 aprile 2008     | Mount Lemmon Survey |
| 724780 | 2008 GJ171               | 4 aprile 2008     | Spacewatch          |
| 724781 | 2008 GP171               | 14 aprile 2008    | Mount Lemmon Survey |
| 724782 | 2008 GR171               | 8 aprile 2008     | Mount Lemmon Survey |
| 724783 | 2008 GD174               | 7 aprile 2008     | Spacewatch          |
| 724784 | 2008 HS                  | 13 marzo 2008     | Spacewatch          |
| 724785 | 2008 HJ7                 | 27 marzo 2008     | Mount Lemmon Survey |
| 724786 | 2008 HF10                | 24 aprile 2008    | Mount Lemmon Survey |
| 724787 | 2008 HE11                | 21 dicembre 2006  | L. H. Wasserman     |
| 724788 | 2008 HX13                | 25 aprile 2008    | Spacewatch          |
| 724789 | 2008 HD14                | 11 aprile 2008    | Mount Lemmon Survey |
| 724790 | 2008 HA27                | 11 settembre 2005 | Spacewatch          |
| 724791 | 2008 HX30                | 29 aprile 2008    | Mount Lemmon Survey |
| 724792 | 2008 HK31                | 29 aprile 2008    | Mount Lemmon Survey |
| 724793 | 2008 HL41                | 26 aprile 2008    | Mount Lemmon Survey |
| 724794 | 2008 HD42                | 26 aprile 2008    | Mount Lemmon Survey |
| 724795 | 2008 HL50                | 14 aprile 2008    | Spacewatch          |
| 724796 | 2008 HU54                | 29 aprile 2008    | Spacewatch          |
| 724797 | 2008 HK55                | 29 aprile 2008    | Spacewatch          |
| 724798 | 2008 HN58                | 17 settembre 2006 | Spacewatch          |
| 724799 | 2008 HQ59                | 30 aprile 2008    | Mount Lemmon Survey |
| 724800 | 2008 HH61                | 30 aprile 2008    | Mount Lemmon Survey |

## 724801–724900
| Nome   | Designazione provvisoria | Data di scoperta  | Scopritore                          |
| ------ | ------------------------ | ----------------- | ----------------------------------- |
| 724801 | 2008 HX61                | 23 maggio 2001    | J. L. Elliot, L. H. Wasserman       |
| 724802 | 2008 HT64                | 25 febbraio 2003  | CINEOS                              |
| 724803 | 2008 HE72                | 9 ottobre 2010    | Mount Lemmon Survey                 |
| 724804 | 2008 HN73                | 30 aprile 2008    | Spacewatch                          |
| 724805 | 2008 HO74                | 12 ottobre 2010   | Mount Lemmon Survey                 |
| 724806 | 2008 HZ75                | 29 aprile 2008    | Spacewatch                          |
| 724807 | 2008 HR76                | 13 giugno 2018    | Pan-STARRS                          |
| 724808 | 2008 HU77                | 29 aprile 2008    | Spacewatch                          |
| 724809 | 2008 HW78                | 28 aprile 2008    | Mount Lemmon Survey                 |
| 724810 | 2008 JZ                  | 29 aprile 2008    | Mount Lemmon Survey                 |
| 724811 | 2008 JL5                 | 15 marzo 2008     | Mount Lemmon Survey                 |
| 724812 | 2008 JG8                 | 5 maggio 2008     | W. Bickel                           |
| 724813 | 2008 JE18                | 4 maggio 2008     | Spacewatch                          |
| 724814 | 2008 JN19                | 5 aprile 2008     | Mount Lemmon Survey                 |
| 724815 | 2008 JC25                | 11 maggio 2008    | Mount Lemmon Survey                 |
| 724816 | 2008 JO25                | 1 aprile 2003     | SDSS Collaboration                  |
| 724817 | 2008 JK43                | 25 dicembre 2013  | Mount Lemmon Survey                 |
| 724818 | 2008 JQ43                | 15 settembre 2009 | Spacewatch                          |
| 724819 | 2008 JU43                | 18 marzo 2015     | Pan-STARRS                          |
| 724820 | 2008 JK46                | 14 maggio 2008    | Mount Lemmon Survey                 |
| 724821 | 2008 JW46                | 14 settembre 2013 | Spacewatch                          |
| 724822 | 2008 JK47                | 27 gennaio 2011   | Mount Lemmon Survey                 |
| 724823 | 2008 JH49                | 5 luglio 2010     | WISE                                |
| 724824 | 2008 JT49                | 8 maggio 2008     | Spacewatch                          |
| 724825 | 2008 JA50                | 3 maggio 2008     | Spacewatch                          |
| 724826 | 2008 JW50                | 3 maggio 2008     | Spacewatch                          |
| 724827 | 2008 JQ51                | 3 maggio 2008     | Spacewatch                          |
| 724828 | 2008 JL54                | 5 maggio 2008     | Mount Lemmon Survey                 |
| 724829 | 2008 KR6                 | 8 maggio 2008     | Mount Lemmon Survey                 |
| 724830 | 2008 KR13                | 27 maggio 2008    | Spacewatch                          |
| 724831 | 2008 KU19                | 15 aprile 2008    | Spacewatch                          |
| 724832 | 2008 KN21                | 28 maggio 2008    | Mount Lemmon Survey                 |
| 724833 | 2008 KS21                | 4 maggio 2008     | Spacewatch                          |
| 724834 | 2008 KB24                | 28 maggio 2008    | Spacewatch                          |
| 724835 | 2008 KF25                | 29 maggio 2008    | Spacewatch                          |
| 724836 | 2008 KB32                | 11 novembre 2001  | SDSS Collaboration                  |
| 724837 | 2008 KB45                | 22 agosto 2014    | Pan-STARRS                          |
| 724838 | 2008 KS45                | 8 ottobre 2015    | Pan-STARRS                          |
| 724839 | 2008 KM46                | 22 febbraio 2011  | Spacewatch                          |
| 724840 | 2008 KW46                | 30 agosto 2016    | Spacewatch                          |
| 724841 | 2008 KQ47                | 28 maggio 2008    | Mount Lemmon Survey                 |
| 724842 | 2008 LN1                 | 2 giugno 2008     | Mount Lemmon Survey                 |
| 724843 | 2008 LG6                 | 3 giugno 2008     | Spacewatch                          |
| 724844 | 2008 LS8                 | 28 maggio 2008    | Spacewatch                          |
| 724845 | 2008 LT12                | 9 giugno 2008     | W. Bickel                           |
| 724846 | 2008 LA13                | 6 giugno 2008     | Spacewatch                          |
| 724847 | 2008 LT15                | 9 giugno 2008     | Spacewatch                          |
| 724848 | 2008 LM17                | 10 giugno 2008    | Spacewatch                          |
| 724849 | 2008 LL18                | 30 aprile 2009    | Mount Lemmon Survey                 |
| 724850 | 2008 MH3                 | 14 maggio 2008    | Mount Lemmon Survey                 |
| 724851 | 2008 MT5                 | 30 giugno 2008    | Spacewatch                          |
| 724852 | 2008 NF                  | 4 gennaio 2006    | Mount Lemmon Survey                 |
| 724853 | 2008 NZ2                 | 4 luglio 2008     | Palomar Obs.                        |
| 724854 | 2008 NS5                 | 29 gennaio 2017   | Mount Lemmon Survey                 |
| 724855 | 2008 NU5                 | 18 novembre 2009  | Spacewatch                          |
| 724856 | 2008 OH9                 | 29 maggio 2008    | Mount Lemmon Survey                 |
| 724857 | 2008 OJ9                 | 29 luglio 2008    | Osservatorio astronomico di Maiorca |
| 724858 | 2008 OJ14                | 23 agosto 2004    | LONEOS                              |
| 724859 | 2008 OO26                | 10 febbraio 2011  | Mount Lemmon Survey                 |
| 724860 | 2008 OJ27                | 19 ottobre 2003   | SDSS Collaboration                  |
| 724861 | 2008 OK27                | 12 maggio 2012    | Mount Lemmon Survey                 |
| 724862 | 2008 OO27                | 6 febbraio 2010   | WISE                                |
| 724863 | 2008 OT27                | 25 febbraio 2011  | Mount Lemmon Survey                 |
| 724864 | 2008 OF29                | 10 dicembre 2005  | Spacewatch                          |
| 724865 | 2008 OY30                | 29 luglio 2008    | Mount Lemmon Survey                 |
| 724866 | 2008 PT3                 | 3 agosto 2008     | P. Kocher                           |
| 724867 | 2008 PE12                | 19 settembre 2003 | Spacewatch                          |
| 724868 | 2008 PO13                | 20 agosto 2003    | CINEOS                              |
| 724869 | 2008 PD24                | 7 agosto 2008     | Spacewatch                          |
| 724870 | 2008 QC24                | 21 agosto 2008    | Spacewatch                          |
| 724871 | 2008 QU25                | 28 agosto 2008    | R. Holmes                           |
| 724872 | 2008 QH29                | 28 agosto 2008    | Zelenchukskaya Stn.                 |
| 724873 | 2008 QX29                | 2 agosto 2008     | Osservatorio astronomico di Maiorca |
| 724874 | 2008 QY29                | 14 marzo 2007     | Mount Lemmon Survey                 |
| 724875 | 2008 QK33                | 29 agosto 2008    | LUSS                                |
| 724876 | 2008 RS6                 | 3 settembre 2008  | Spacewatch                          |
| 724877 | 2008 RT7                 | 3 settembre 2008  | Spacewatch                          |
| 724878 | 2008 RD10                | 3 settembre 2008  | Spacewatch                          |
| 724879 | 2008 RQ11                | 3 settembre 2008  | Spacewatch                          |
| 724880 | 2008 RN14                | 4 settembre 2008  | Spacewatch                          |
| 724881 | 2008 RE16                | 1 novembre 2005   | Spacewatch                          |
| 724882 | 2008 RP19                | 24 agosto 2008    | Spacewatch                          |
| 724883 | 2008 RV22                | 5 settembre 2008  | J. Hobart                           |
| 724884 | 2008 RQ33                | 2 settembre 2008  | Spacewatch                          |
| 724885 | 2008 RQ40                | 2 settembre 2008  | Spacewatch                          |
| 724886 | 2008 RN48                | 3 settembre 2008  | Spacewatch                          |
| 724887 | 2008 RB50                | 3 settembre 2008  | Spacewatch                          |
| 724888 | 2008 RP51                | 3 settembre 2008  | Spacewatch                          |
| 724889 | 2008 RN54                | 29 luglio 2008    | Mount Lemmon Survey                 |
| 724890 | 2008 RC55                | 3 settembre 2008  | Spacewatch                          |
| 724891 | 2008 RP60                | 4 settembre 2008  | Spacewatch                          |
| 724892 | 2008 RE61                | 4 settembre 2008  | Spacewatch                          |
| 724893 | 2008 RZ65                | 4 settembre 2008  | Spacewatch                          |
| 724894 | 2008 RF69                | 4 settembre 2008  | Spacewatch                          |
| 724895 | 2008 RL77                | 6 settembre 2008  | CSS                                 |
| 724896 | 2008 RH90                | 25 settembre 2003 | NEAT                                |
| 724897 | 2008 RN90                | 7 agosto 2008     | Spacewatch                          |
| 724898 | 2008 RQ91                | 6 settembre 2008  | Spacewatch                          |
| 724899 | 2008 RS119               | 18 novembre 2003  | Spacewatch                          |
| 724900 | 2008 RZ120               | 9 settembre 2008  | Mount Lemmon Survey                 |

## 724901–725000
| Nome   | Designazione provvisoria | Data di scoperta  | Scopritore                |
| ------ | ------------------------ | ----------------- | ------------------------- |
| 724901 | 2008 RO123               | 6 settembre 2008  | Spacewatch                |
| 724902 | 2008 RZ127               | 6 settembre 2008  | Spacewatch                |
| 724903 | 2008 RT136               | 4 settembre 2008  | Spacewatch                |
| 724904 | 2008 RN138               | 9 ottobre 1999    | LINEAR                    |
| 724905 | 2008 RQ143               | 12 marzo 2003     | Spacewatch                |
| 724906 | 2008 RR149               | 18 settembre 2003 | Spacewatch                |
| 724907 | 2008 RZ150               | 10 settembre 2008 | R. Holmes                 |
| 724908 | 2008 RO151               | 2 settembre 2014  | Pan-STARRS                |
| 724909 | 2008 RX151               | 7 settembre 2008  | Mount Lemmon Survey       |
| 724910 | 2008 RW152               | 16 dicembre 2009  | Mount Lemmon Survey       |
| 724911 | 2008 RW155               | 14 marzo 2010     | Spacewatch                |
| 724912 | 2008 RJ156               | 6 settembre 2008  | Mount Lemmon Survey       |
| 724913 | 2008 RT156               | 7 settembre 2008  | Mount Lemmon Survey       |
| 724914 | 2008 RS157               | 24 agosto 2008    | Spacewatch                |
| 724915 | 2008 RP161               | 6 settembre 2008  | Mount Lemmon Survey       |
| 724916 | 2008 RR161               | 5 settembre 2008  | Spacewatch                |
| 724917 | 2008 RJ162               | 5 settembre 2008  | Spacewatch                |
| 724918 | 2008 RR162               | 7 settembre 2008  | Mount Lemmon Survey       |
| 724919 | 2008 RJ165               | 7 settembre 2008  | Mount Lemmon Survey       |
| 724920 | 2008 RM165               | 10 settembre 2008 | Spacewatch                |
| 724921 | 2008 RA169               | 6 settembre 2008  | Spacewatch                |
| 724922 | 2008 RE169               | 5 settembre 2008  | Spacewatch                |
| 724923 | 2008 RJ171               | 3 settembre 2008  | Spacewatch                |
| 724924 | 2008 RZ171               | 3 settembre 2008  | Spacewatch                |
| 724925 | 2008 RP173               | 6 settembre 2008  | Spacewatch                |
| 724926 | 2008 RV173               | 23 settembre 1997 | Spacewatch                |
| 724927 | 2008 RK174               | 4 settembre 2008  | Spacewatch                |
| 724928 | 2008 RQ174               | 7 settembre 2008  | Mount Lemmon Survey       |
| 724929 | 2008 RZ177               | 6 settembre 2008  | Mount Lemmon Survey       |
| 724930 | 2008 RR178               | 5 settembre 2008  | Spacewatch                |
| 724931 | 2008 RO184               | 5 settembre 2008  | Spacewatch                |
| 724932 | 2008 SE8                 | 31 agosto 2008    | K. Černis, J. Zdanavičius |
| 724933 | 2008 SL15                | 21 dicembre 2004  | CSS                       |
| 724934 | 2008 SW16                | 19 settembre 2008 | Spacewatch                |
| 724935 | 2008 SU17                | 19 settembre 2008 | Spacewatch                |
| 724936 | 2008 ST22                | 7 agosto 2008     | Spacewatch                |
| 724937 | 2008 SQ23                | 1 maggio 2006     | D. E. Trilling            |
| 724938 | 2008 SU23                | 19 settembre 2008 | Spacewatch                |
| 724939 | 2008 SX25                | 25 febbraio 2007  | Spacewatch                |
| 724940 | 2008 SR26                | 6 settembre 2008  | Mount Lemmon Survey       |
| 724941 | 2008 SJ43                | 20 settembre 2008 | Mount Lemmon Survey       |
| 724942 | 2008 SW43                | 6 settembre 2008  | Spacewatch                |
| 724943 | 2008 SP46                | 20 settembre 2008 | Spacewatch                |
| 724944 | 2008 SS83                | 22 settembre 2008 | Mount Lemmon Survey       |
| 724945 | 2008 SR85                | 29 luglio 2008    | Mount Lemmon Survey       |
| 724946 | 2008 SP90                | 21 novembre 2003  | LINEAR                    |
| 724947 | 2008 SW93                | 21 settembre 2008 | Spacewatch                |
| 724948 | 2008 SE98                | 21 settembre 2008 | Spacewatch                |
| 724949 | 2008 SO100               | 21 settembre 2008 | Spacewatch                |
| 724950 | 2008 SQ114               | 22 settembre 2008 | Spacewatch                |
| 724951 | 2008 SC123               | 22 settembre 2008 | Mount Lemmon Survey       |
| 724952 | 2008 SY125               | 22 settembre 2008 | Mount Lemmon Survey       |
| 724953 | 2008 SJ170               | 21 settembre 2008 | Mount Lemmon Survey       |
| 724954 | 2008 SX170               | 21 settembre 2008 | Mount Lemmon Survey       |
| 724955 | 2008 SY174               | 23 settembre 2008 | Spacewatch                |
| 724956 | 2008 SC178               | 23 settembre 2008 | Spacewatch                |
| 724957 | 2008 SU184               | 24 settembre 2008 | Spacewatch                |
| 724958 | 2008 SK185               | 11 marzo 2005     | Mount Lemmon Survey       |
| 724959 | 2008 SZ192               | 25 settembre 2008 | Spacewatch                |
| 724960 | 2008 SQ198               | 25 settembre 2008 | W. Bickel                 |
| 724961 | 2008 SC199               | 14 aprile 2007    | Mount Lemmon Survey       |
| 724962 | 2008 SX210               | 6 settembre 2008  | Mount Lemmon Survey       |
| 724963 | 2008 SG211               | 13 ottobre 2004   | Osservatorio Jarnac       |
| 724964 | 2008 SJ212               | 29 settembre 2008 | Mount Lemmon Survey       |
| 724965 | 2008 SJ213               | 19 settembre 2008 | Spacewatch                |
| 724966 | 2008 ST216               | 11 settembre 2008 | W. Bickel                 |
| 724967 | 2008 SG217               | 29 settembre 2008 | Mount Lemmon Survey       |
| 724968 | 2008 SA226               | 26 settembre 2008 | Spacewatch                |
| 724969 | 2008 SN226               | 23 marzo 2006     | CSS                       |
| 724970 | 2008 SH230               | 28 settembre 2008 | Mount Lemmon Survey       |
| 724971 | 2008 SQ239               | 2 settembre 2008  | Spacewatch                |
| 724972 | 2008 ST241               | 29 settembre 2008 | CSS                       |
| 724973 | 2008 SM263               | 24 settembre 2008 | Spacewatch                |
| 724974 | 2008 ST263               | 25 marzo 2006     | Spacewatch                |
| 724975 | 2008 SL266               | 30 settembre 2008 | Mount Lemmon Survey       |
| 724976 | 2008 SZ270               | 25 settembre 2008 | Spacewatch                |
| 724977 | 2008 SO271               | 29 settembre 2008 | Spacewatch                |
| 724978 | 2008 SD279               | 29 settembre 2008 | Mount Lemmon Survey       |
| 724979 | 2008 SC281               | 27 settembre 2008 | Mount Lemmon Survey       |
| 724980 | 2008 SN283               | 22 settembre 2008 | Mount Lemmon Survey       |
| 724981 | 2008 SA311               | 18 settembre 2003 | Spacewatch                |
| 724982 | 2008 SC314               | 27 settembre 2008 | Mount Lemmon Survey       |
| 724983 | 2008 SF314               | 28 novembre 2010  | Spacewatch                |
| 724984 | 2008 SB315               | 28 settembre 2008 | Mount Lemmon Survey       |
| 724985 | 2008 SK315               | 3 settembre 2016  | Mount Lemmon Survey       |
| 724986 | 2008 SD316               | 27 settembre 2008 | Mount Lemmon Survey       |
| 724987 | 2008 SK316               | 22 maggio 2012    | Mount Lemmon Survey       |
| 724988 | 2008 SL316               | 23 settembre 2008 | Spacewatch                |
| 724989 | 2008 SS316               | 3 settembre 2008  | Spacewatch                |
| 724990 | 2008 SG317               | 16 luglio 2013    | Pan-STARRS                |
| 724991 | 2008 ST317               | 23 settembre 2008 | Mount Lemmon Survey       |
| 724992 | 2008 SV317               | 24 settembre 2008 | Mount Lemmon Survey       |
| 724993 | 2008 SW317               | 4 agosto 2013     | Pan-STARRS                |
| 724994 | 2008 SY317               | 5 febbraio 2011   | Pan-STARRS                |
| 724995 | 2008 SZ317               | 6 settembre 2008  | Spacewatch                |
| 724996 | 2008 SC321               | 2 marzo 2011      | Spacewatch                |
| 724997 | 2008 SW321               | 23 settembre 2008 | Mount Lemmon Survey       |
| 724998 | 2008 SC324               | 23 settembre 2008 | Spacewatch                |
| 724999 | 2008 SJ324               | 24 settembre 2008 | Mount Lemmon Survey       |
| 725000 | 2008 SX324               | 23 settembre 2008 | Spacewatch                |